# Great Eastern Railway

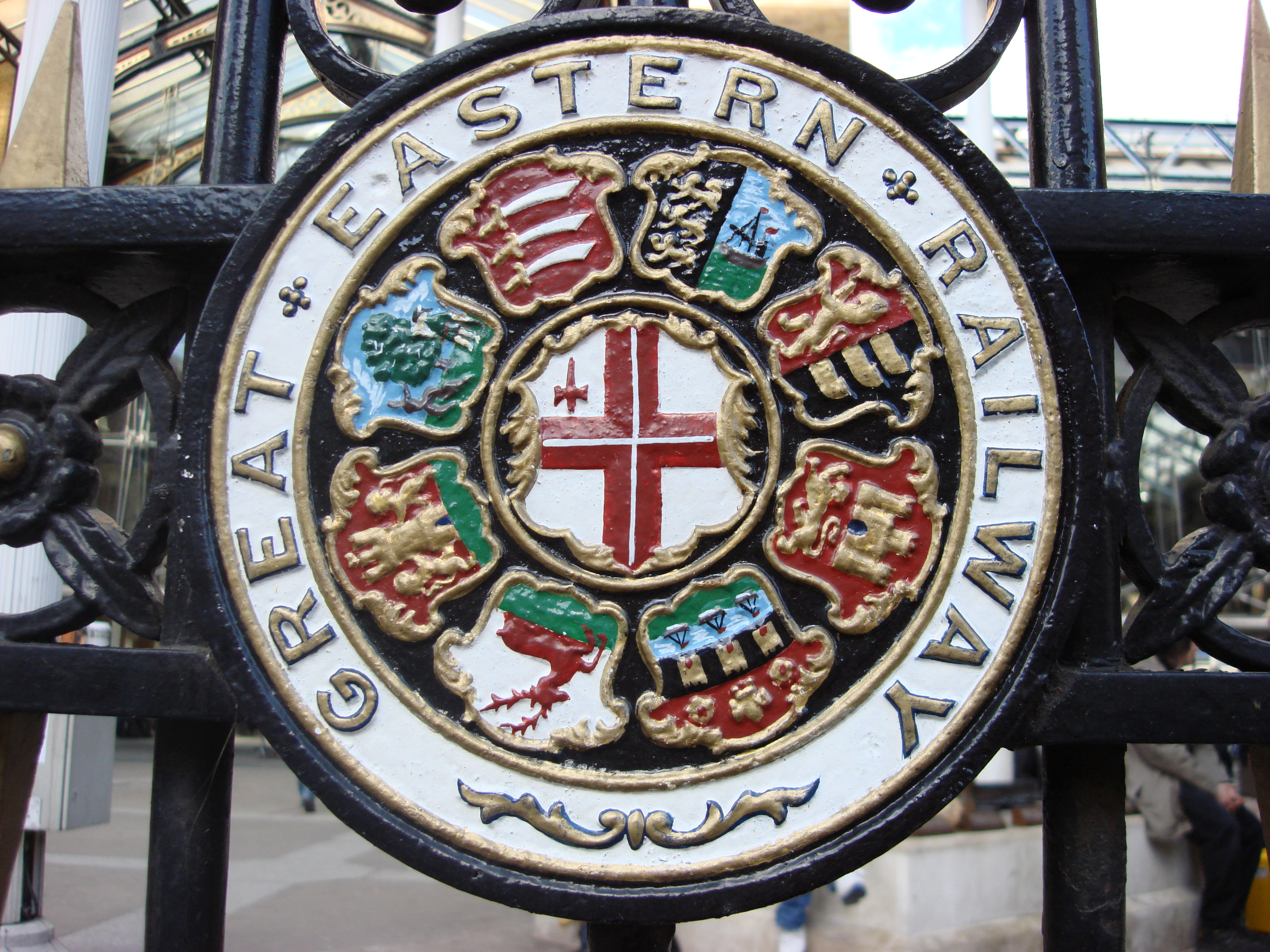
O portão da Great Eastern Railway

A Great Eastern Railway foi uma linha de comboios que serviu parte de Inglaterra. Através destas linhas de railway, que serviu a capital Londrina, nasceu o Metro de Londres, e começou a operar em 1862.